# Johann Karl Bordelius
Johann Karl Bordelius (* vor 1723; † nach 1761) war Bürgermeister von Bochum.
Wahrscheinlich stammt Johann Karl Bordelius aus der gleichnamigen Familie aus Castrop.
Aufgrund einer königlichen Anweisung im Jahr 1714 wurde jährliche Wahl von Stadtrat und Bürgermeister untersagt. Bordelius Vorgänger, Johann Wilhelm Mallinckrodt wurde noch angewiesen, länger als ein Jahr im Amt zu bleiben. Demnach müsste Bordelius der erste Bürgermeister gewesen sein, der direkt auf mehrere Jahre gewählt wurde. Johann Karl Bordelius war von 1723 bis 1761 im Amt.
Wie weit er in der städtischen Chronik von Franz Darpe Erwähnung findet, ist schwer zu sagen, da er wahrscheinlich aufgrund eines Fehlers nicht in dem Register genannt wird, obwohl er natürlich eine Erwähnung findet. Ein Eintrag lautet:

„1723 bis über 1740 hinaus führte „consul“ J. C. Bordelius das Szepter der Stadt.“

In seiner Amtszeit gab es in der Stadt auch kaum Entwicklung. Der König Friedrich Wilhelm I. hatte noch keinerlei Sympathien oder Interesse an den abgelegen westlichen Provinzen. Und mit der der preußischen Gebiets- und Verwaltungsreform von 1753 verlor Bochum seine angestammte Funktion im Amt Bochum, wurde in den neuen Landkreis Hörde eingegliedert und behielt nur die eigentliche Stadtverwaltung.
Während des Siebenjährigen Krieges konnte im Herbst 1758 die städtische Kontribution an die französischen Besatzungstruppen nicht aufgebracht werden. Daraufhin wurde zuerst der Sohn von Bordelius als Geisel genommen. Am 28. Dezember wurden dann Bürgermeister Jacobi und der Gemeindevorsteher J. W. Flügel, am 4. Januar 1759 Bordelius und Assessor Esselbner nach Ruhrort verbracht.